# Resolució 167 del Consell de Seguretat de les Nacions Unides
La Resolució 167 del Consell de Seguretat de les Nacions Unides, aprovada el 25 d'octubre de 1961, després d'examinar l'aplicació de la República islàmica de Mauritània per a ser membre de les Nacions Unides, el Consell va recomanar a l'Assemblea general que Mauritània fos admesa.
La resolució fou aprovada per nou vots a favor. La República Àrab Unida va votar en contra i la Unió Soviètica es va abstenir.